# Karang Tengah (Tebat Karai)
Karang Tengah is een bestuurslaag in het regentschap Kepahiang van de provincie Bengkulu, Indonesië. Karang Tengah telt 838 inwoners (volkstelling 2010).